# Caradrina ingrata
Caradrina ingrata é uma espécie de noctuídeo da tribo Carandrinini, com distribuição à Europa.

## Distribuição
A espécie se distribui em Alemanha, Espanha, França (incluindo Córsega), Itália (Sardenha), Portugal e Suíça.